# Condado de Wheeler (Nebraska)
El condado de Wheeler (en inglés: Wheeler County), fundado en 1877 y con su nombre en honor la mayor Daniel H. Wheeler, es un condado del estado estadounidense de Nebraska. En el año 2000 tenía una población de 886 habitantes con una densidad de población de una persona por km². La sede del condado es Bartlett.

## Geografía
Según la oficina del censo el condado tiene una superficie total de 1491 km² (575,7 mi²), de los que 1490 km² (575,3 mi²) son tierra y 1 km² (0,4 mi²) (0,07%) son agua.

## Condados adyacentes
- Condado de Antelope - noreste
- Condado de Boone - sureste
- Condado de Greeley - sur
- Condado de Garfield - oeste
- Condado de Holt - norte

## Demografía
Según el censo del 2000 la renta per cápita media de los habitantes del condado era de 26.771 dólares y el ingreso medio de una familia era de 33.750 dólares. En el año 2000 los hombres tenían unos ingresos anuales 21.563 dólares frente a los 17.083 dólares que percibían las mujeres. El ingreso por habitante era de 14.355 dólares y alrededor de un 20,90% de la población estaba bajo el umbral de pobreza nacional.

## Ciudades y pueblos
- Bartlett
- Ericson